# Pleugueneuc
Pleugueneuc (bretonisch: Plegeneg; Gallo: Ploegenoec) ist eine französische Gemeinde im Département Ille-et-Vilaine in der Region Bretagne mit 2.063 Einwohnern (Stand: 1. Januar 2022). Sie gehört zum Arrondissement Saint-Malo und zum Kanton Combourg. Die Einwohner werden Pleugueneucois genannt.

## Geographie
Die Gemeinde Pleugueneuc liegt an der Grenze zum Département Côtes-d’Armor, etwa 36 Kilometer nordnordwestlich von Rennes. Im Süden begrenzt der Fluss Linon die Gemeinde. Umgeben wird Pleugueneuc von den Nachbargemeinden Mesnil-Roc’h im Norden, Meillac im Osten, La Chapelle-aux-Filtzméens im Südosten, Saint-Domineuc im Südosten und Süden, Trévérien im Süden und Südwesten sowie Plesder im Westen.
Durch die Gemeinde führt die frühere Route nationale 137 (heutige D 137).

## Bevölkerungsentwicklung
| Jahr                      | 1962 | 1968 | 1975 | 1982 | 1990 | 1999 | 2006 | 2013 | 2020 |
| Einwohner                 | 1365 | 1232 | 1151 | 1103 | 1132 | 1283 | 1537 | 1773 | 1972 |
| Quelle: Cassini und INSEE |      |      |      |      |      |      |      |      |      |

## Sehenswürdigkeiten
- Kirche Église du Martyre-de-Saint-Étienne (St. Stephanus Martyrium)
- Schloss La Bourbansais mit Park, seit 1959 Monument historique
- Schloss La Gage
- Schloss L'Esquilly
- Parc zoologique de la Bourbansais

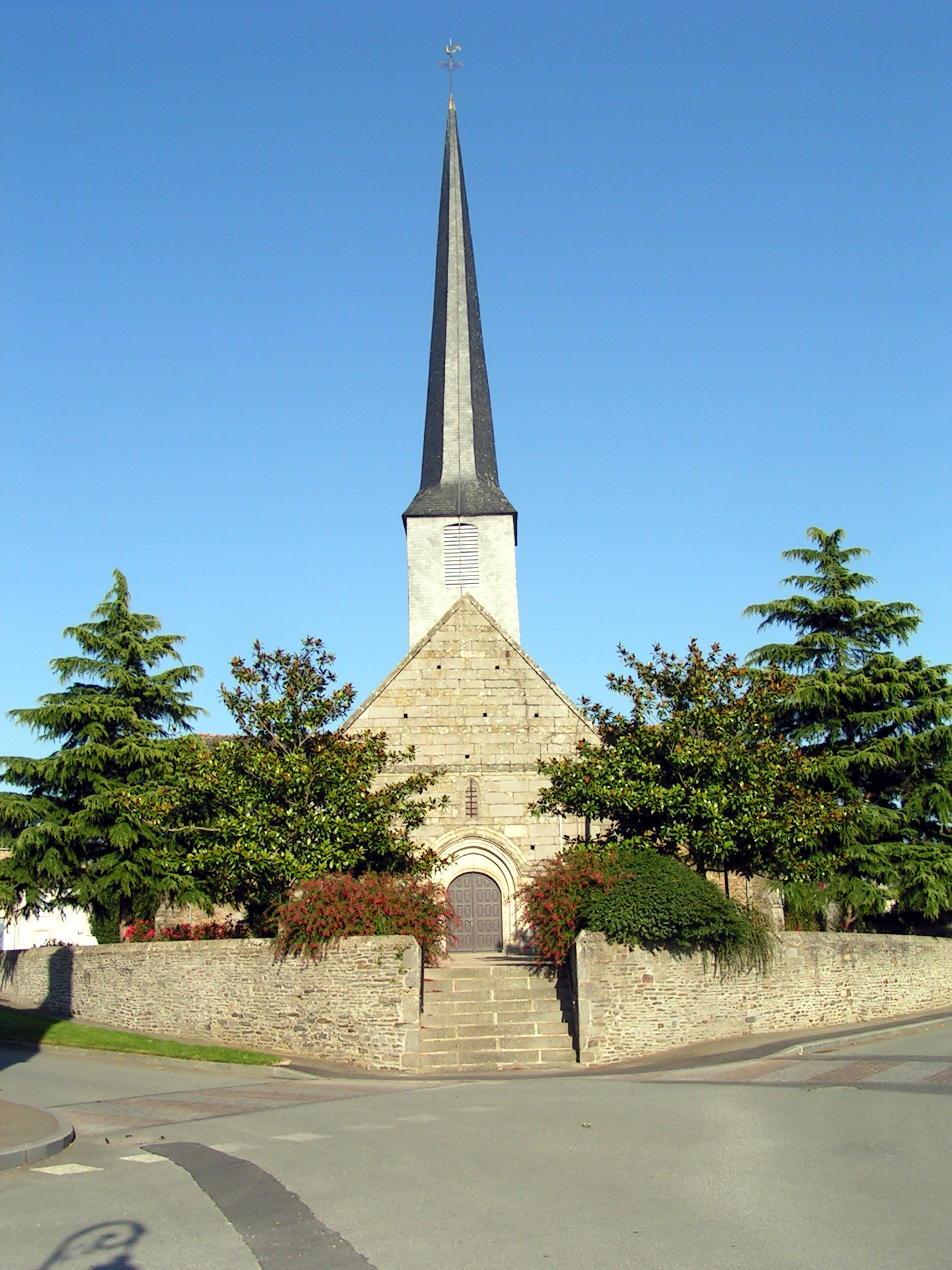
Kirche Martyre-de-Saint-Étienne
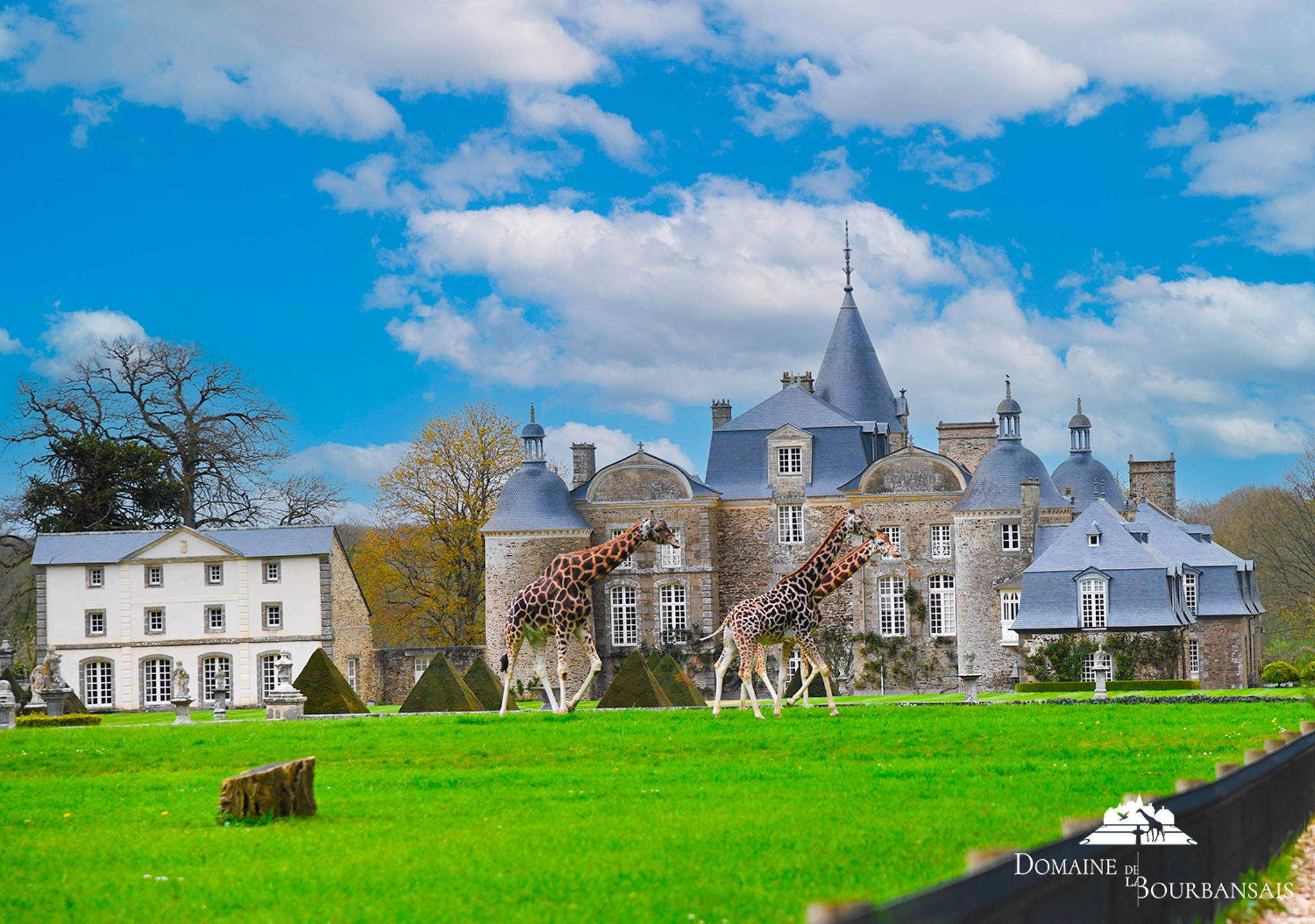
Giraffen aus dem Zoo vor dem Schloss La Bourbonsais